# Tsutomu Yamaguchi
Tsutomu Yamaguchi (山口 彊) (Nagasaki, Prefectura de Nagasaki, 16 de març del 1916 - Nagasaki, Prefectura de Nagasaki, 4 de gener del 2010) va ser un enginyer japonès, testimoni i única víctima oficialment reconeguda de l'explosió de les dues bombes nuclears llançades pels Estats Units sobre Hiroshima i Nagasaki l'agost del 1945. Va morir de càncer d'estómac el gener de 2010 als 93 anys. Tot i que figurava en la llista dels hibakusha de Nagasaki, no va ser fins al 2009 quan el govern japonès va reconèixer també a Yamaguchi com supervivent de la bomba d'Hiroshima, convertint oficialment en l'única persona que va viure dos esdeveniments ocorreguts durant els últims dies de la Segona Guerra Mundial, encara que hi ha altres casos no reconeguts pel govern.

## Casos similars
Encara Tsutomu Yamaguchi és l'única persona que ha estat reconeguda oficialment com a supervivent dels dos atacs nuclears, el Museu de la Pau d'Hiroshima calcula que hi ha hagut 160 persones en les mateixes circumstàncies.